# Diplaspis
- Commons
- Wikispecies

Diplaspis é um género botânico pertencente à família Apiaceae.